# Khalil Alio
Khalil Alio (ur. 15 października 1951 w Ndżamenie) – czadyjski doktor nauk humanistycznych, językoznawca, pisarz, wykładowca akademicki, polityk. Ojciec wokalistki Mouniry Mitchala i wszechstronnej artystki Salmy Khalil Alio.

## Życiorys
Naukę zaczynał w szkole podstawowej i średniej w Abéché, następnie studiował na Uniwersytecie Ndżameńskim, Colchester English Study Center w Anglii, University of Ibadan w Nigerii i Uniwersytecie Filipa w Niemczech.
W latach 1979–1980 był kierownikiem Wydziału Anglistyki, jednocześnie pracując w Ministerstwie Spraw Zagranicznych, jako Dyrektor ds. Politycznych. Zmiany w rządzie i postępująca dyktatura Hissène Habré w 1984 zmusiły go do opuszczenia wraz z rodziną Czadu. W Niemczech obronił doktorat, a następnie udał się do Nigerii, gdzie wykładał na uniwersytecie. Wrócił do Czadu po antyrządowej rebelii pod wodzą Idrissa Déby’ego, a następnie kontynuował pracę wykładowcy uniwersyteckiego.
W latach 1991–1994 był sekretarzem generalnym Komisji Narodowej ds. Czadu UNESCO. Przez wiele lat prowadził badania na temat różnorodności języków ludności w Czadzie. Wydał kilka prac naukowych, występuje na konferencjach międzynarodowych.
W 2013 na fali aresztowań po rzekomej próbie zamachu Khalil Alio został zatrzymany pod zarzutem naruszenia bezpieczeństwa państwa. Jego aresztowanie było decyzją reżimu Idrissa Déby’ego. Społeczność uniwersytecka potępiła aresztowanie, kilka organizacji czadyjskich i międzynarodowych podjęło starania o jego uwolnienie.
W roku 2017 nadal wykłada i czynie angażuje się w działania na rzecz narodu czadyjskiego. Jest jednym z fundatorów CRASH – Centrum Badań Antropologii i Nauk Humanistycznych, ośrodka wspierającego badania naukowe.
W 2017 wydał powieść Pour Qui File La Comète.

## Kariera naukowa
- 1987 – uzyskanie tytułu doktora nauk humanistycznych na Uniwersytecie Filipa w Marburgu, Niemcy
- 1981–1983 i 1987–1991 – wykładowca na University of Maiduguri, Nigeria
- 1991–1994 – sekretarz generalny Komisji Narodów Zjednoczonych ds. Czadu
- 1996–1997 – zastępca rektora na Uniwersytecie Ndżameńskim, Czad
- 1997–1999 – rektor na Uniwersytecie Ndżameńskim, Czad
- 2004–2005 – profesor wizytujący na Uniwersytecie w Los Angeles (USA) w ramach wymiany naukowej Fundacji Fulbrighta
- 2006–2011 – dziekan Katedry Lingwistyki na Uniwersytecie Ndżameńskim, Czad
- obecnie – dziekan i profesor Lingwistyki na Uniwersytecie Ndżameńskim oraz dyrektor ośrodka badań CRASH, Czad

## Badania naukowe
- Główni aktorzy projektu naftowego w Czadzie
- Wpływ telefonii komórkowej na stosunki społeczne
- Źródła przemocy, mediacja w konfliktach i pojednanie: społeczne studium antropologiczne na temat Dar Sila (wschodni Czad)

### Prace naukowe
- Essai de description de la langue bidiya du Guéra, Tchad: phonologie, grammaire (1986)[11]
- Lexique bidiya: une langue centre-africaine (République du Tchad) (1989)[12]
- Sussuna, Contes Bidya (2004)[13]
- Remarques comparatives sur le consonantisme entre le bidiya et le dangaléat (2009)[13]

### Powieści
- Pour Qui File La Comète (2017), ISBN 978-9956-764-91-4.